# Senhor Bom Jesus
Pour les articles homonymes, voir Bom Jesus.

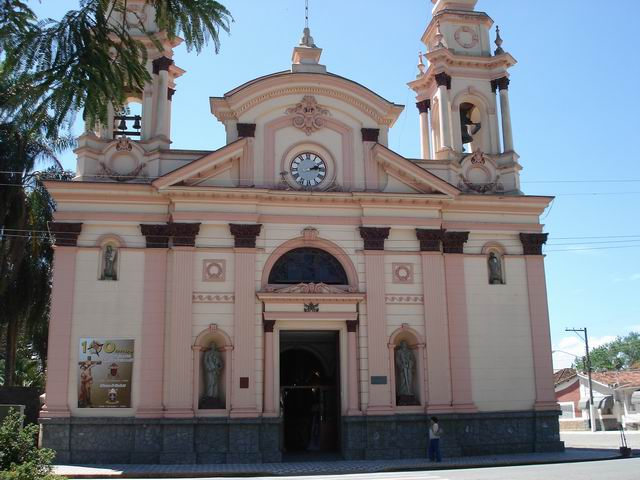
Basilique de Senhor Bom Jesus de Tremembé.

La dévotion au Senhor Bom Jesus est d'origine portugaise et a été transmise aux pays colonisés par le Portugal, dont le Brésil, l'Angola et les Açores. L'image de Jésus-Christ y est vénérée, en particulier dans les différents épisodes de la Passion.

## Origines
Cette dévotion a des origines très anciennes. Selon une légende, elle est née lorsqu'une image de Jésus crucifié a débarqué sur les plages de Matosinhos, au Portugal, en l'an 124. On pense que cette image avait été sculptée par Nicodème, qui selon le récit biblique avait été témoin de la Crucifixion de Jésus-Christ, et l'avait jetée à la mer pour éviter la persécution religieuse. Ladite image était abritée dans le monastère de Leça do Balio, créant autour d'elle une forte dévotion, considérée comme miraculeuse. En 1559, il a été décidé de construire une église spéciale pour l'image : l'église de Bom Jesus de Matosinhos, qui existe encore aujourd'hui à Matosinhos. Cette dévotion est devenue la plus importante dans le Nord du Portugal.
Les premiers vestiges du culte du Senhor Bom Jesus au Brésil remontent au XVIIe siècle. L'image vénérée dans la basilique de Senhor Bom Jesus, dans la ville de Tremembé à São Paulo, est la plus ancienne connue au Brésil. Elle a été bénie par le vicaire de l'église de Nossa Senhora da Conceição en 1663, plus de 50 ans avant que l'image de Notre-Dame d'Aparecida ne soit trouvée dans la rivière Paraíba. De plus, c'est l'une des images de plus grande valeur artistique.

## Signification

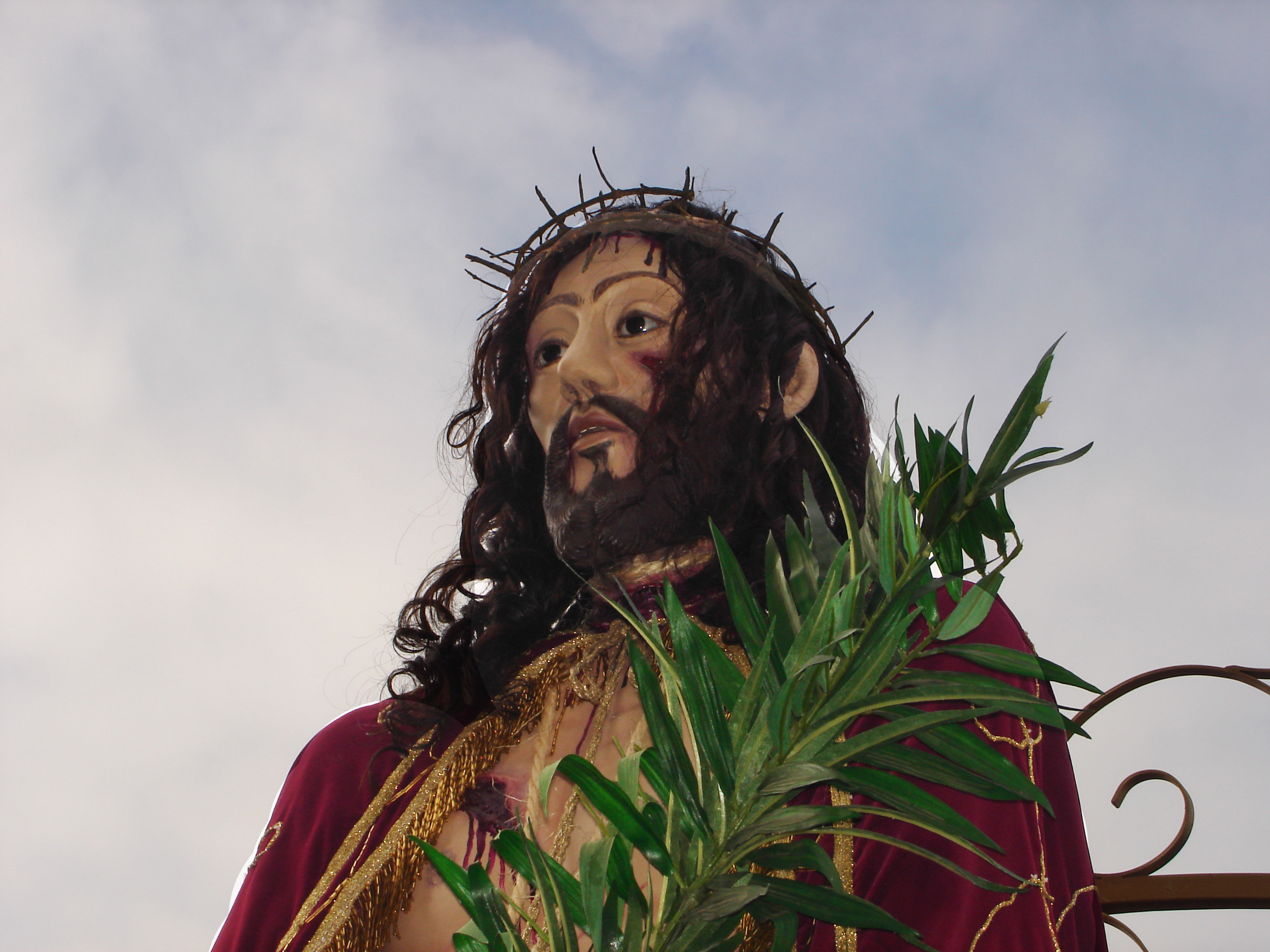
Image du Senhor Bom Jesus.

La dévotion se doit au passage décrit dans Matthieu 27,26-31, Marc 15,15-20 et Jean 19,1-5.
La dévotion à Bom Jesus se concentre sur le mystère de la Passion et de la mort de Jésus-Christ, mettant en évidence le drame du Calvaire. Les événements concernés sont : la couronne d'épines, la flagellation de Jésus, Jésus portant la croix, la crucifixion de Jésus et enfin son enterrement.

## Image
Le Christ flagellé et couronné d'épines est rappelé dans la tradition populaire pour l'image de Bom Jesus de Cana Verde, c'est-à-dire l'image de Jésus couronné d'épines, recouvert d'un manteau, et tenant un morceau de bois ("canne verte") symbolisant le sceptre. L'image est également connue sous le nom d'Ecce Homo, rappelant la présentation de Jésus flagellé devant les gens du prétoire de Pilate.

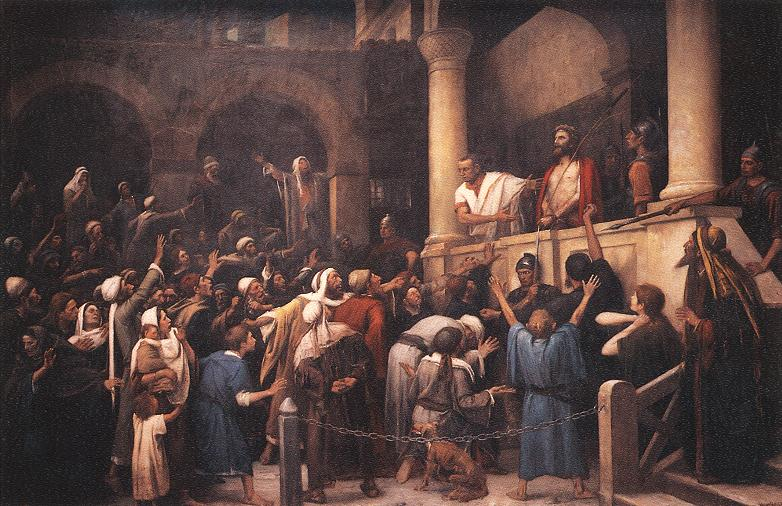
Mihály Munkácsy, Ecce Homo (1896, musée Déri, Debrecen).
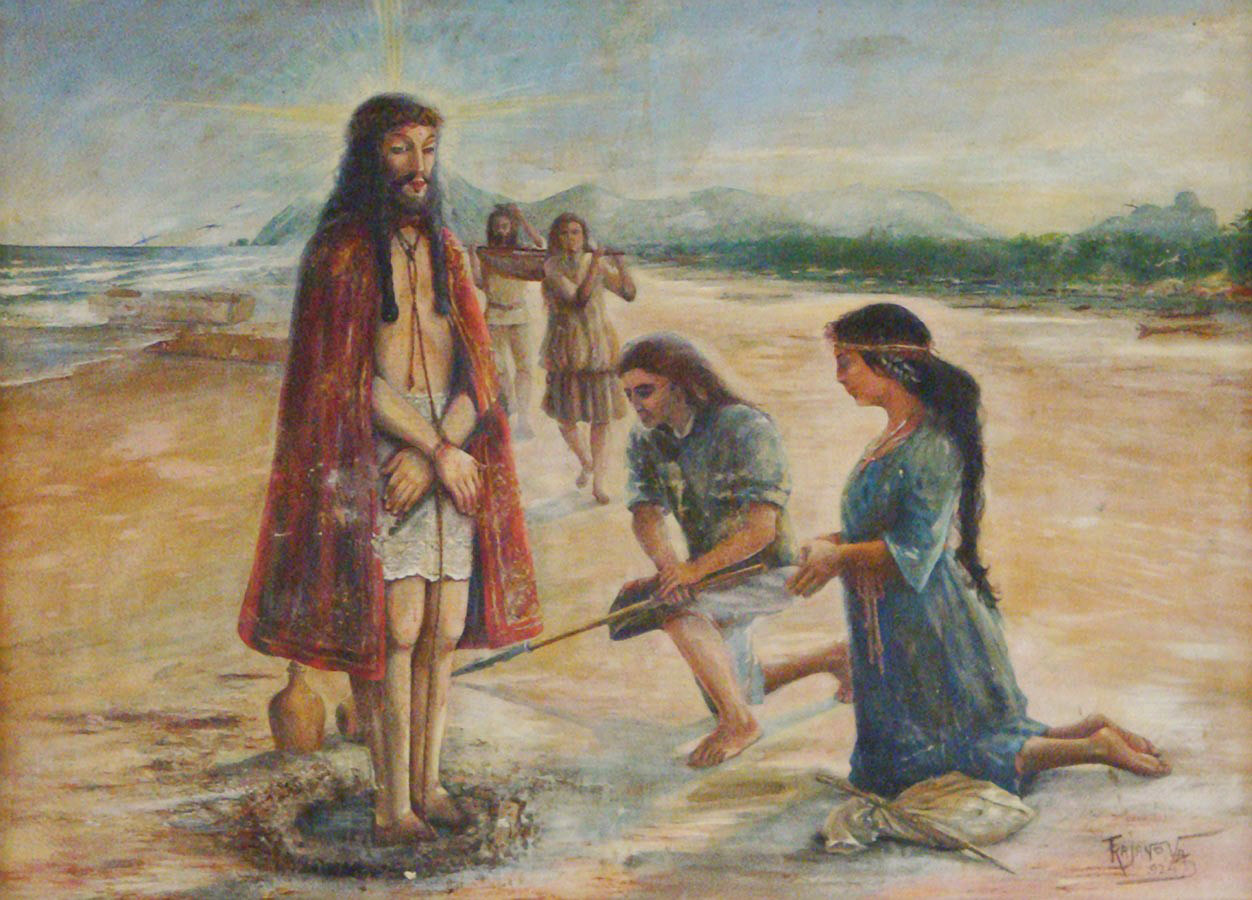
Trajano Vaz (pt), Bom Jesus de Iguape (1918).